# Comajuncosa
Comajuncosa és una masia del municipi d'Olius inclosa en l'Inventari del Patrimoni Arquitectònic de Catalunya.

## Descripció
Gran masia de planta rectangular i teulada de doble vessant. Orientada nord-sud. La façana principal, es troba a la cara sud, molt reformada al segle xviii i posteriorment, amb porta rectangular, gran balconada i una finestra d'arc de mig punt a la part superior, les llindes són de totxos. Planta baixa, pis i golfes; la planta baixa amb sòl de pedra i sostre de bigues. Queden restes de l'antiga construcció (mur est i nord). L'era de batre de davant de la casa, està empedrada, amb lloses irregulars i sense tallar.
Construcció: parament de carreus irregulars, excepte a les cantonades que són escairats i de pedra picada. La façana principal ha estat arrebossada.

## Història
Comajuncosa, surt ja en la documentació del segle xii (1112). Guillem de Comajuncosa comprà una feixa de Marcús el 1250 i el 1380, Pere de Comajuncosa arrendà el mas de La Font, que estava erm i no rendia res, al prior de Santa Maria de Solsona, per 50 ss. de cens anyal; 25 per Santa Maria d'agost i els altres per Sant Martí. També li posa per condició que no tingués altre senyor que el prior.